# 袁凤兰
袁凤兰（1942年12月—），女，汉族，陕西临潼人，中华人民共和国政治人物，曾任广西壮族自治区人民政府副主席，广西壮族自治区人大常委会副主任，第八届全国人大代表。